# راشل وینبرگ
راشل وینبرگ (انگلیسی: Rachelle Viinberg؛ زادهٔ ۳۰ آوریل ۱۹۷۹) ورزشکار روئینگ اهل کانادا است.
وی در مسابقات کشوری و بین‌المللی در مجموع برندهٔ ۴ مدال نقره شده‌است.